# گوبروتسی
گوبروتسی (به صربی: Guberevci) یک روستا در صربستان است که در لوچانی واقع شده‌است.
 گوبروتسی ۲۱٫۷۳ کیلومتر مربع مساحت و ۶۱۰ نفر جمعیت دارد و ۴۵۳ متر بالاتر از سطح دریا واقع شده‌است.